# Kit Lambert
Christopher Sebastian (Kit) Lambert (Londen, 11 mei 1935 – Venetië, 7 april 1981) was een Britse producer en was ook vooral bekend als manager voor de - eveneens Britse - rockband The Who. Hij was de zoon van een alomgerespecteerde componist Constant Lambert.
Lambert diende in het Britse leger, na gestudeerd te hebben aan de Universiteit van Oxford. Na zijn dienst kwam hij terug in zijn moederland om assistent-regisseur te worden voor de films The Guns of Navarone en de James Bondfilm From Russia with Love. Hij en een collegaregisseur, genaamd Chris Stamp besloten een film te gaan maken over een nog relatief onbekende popgroep; de groep die zij kozen was The High Numbers (voorheen The Who), die later wederom The Who werden. Lambert brak uiteindelijk de film af en werd samen met Stamp de manager van de band. Hij verving de toenmalige manager Shel Talmy als de producent van de groep in 1966.
Lambert en Stamp waren tussen 1965 en 1968 ook de managers van The Merseybeats in hun nadagen, en daarna van het duo The Merseys.
Lambert overtuigde songwriter-gitarist Pete Townshend van The Who om min of meer te stoppen met het schrijven van simpele onsamenhangende nummertjes, die The Who op hun oudere albums (als: "My Generation") hebben staan. Hij suggereerde hem daarom om over te gaan op wat diepgaandere nummers. Dit moedigde The Who aan om vooruit te gaan van het zenuwachtige geluid van "The Who Sell Out" naar de diepgaandere muziek van de kaskraker "Tommy".
Het overweldigende succes van onder andere "Tommy" zorgde voor een alsmaar groeiende kloof tussen Kit Lambert en de groep. Nadat men erachter kwam dat hij in New York zich vergreep aan het dealen van drugs, toen de band er was voor de opnames van het op stapel staande album "Who's Next", werd hij als manager in 1971 ontslagen. Hij ging door met het produceren van platen van vroege punkrockbands, maar zijn drugsgebruik leidde ertoe dat de successen niet groot waren in de late jaren zeventig. Hij overleed in 1981 op 45-jarige leeftijd aan een hersenbloeding, nadat hij in zijn ouderlijk huis van de trap was gevallen.